# UFC 222
UFC 222: Cyborg vs. Kunitskaya（ユーエフシー・ツートゥエンティツー：サイボーグ・バーサス・クニツカヤ）は、アメリカ合衆国の総合格闘技団体「UFC」の大会の一つ。2018年3月3日、ネバダ州ラスベガスのT-モバイル・アリーナで開催された。

## 大会概要
本大会のメインイベントではUFC世界女子フェザー級タイトルマッチとして王者クリスチャン・サイボーグと挑戦者ヤナ・クニツカヤの対戦が組まれ、サイボーグが王座防衛に成功した。
Invicta FC世界バンタム級王者ヤナ・クニツカヤ、キャリア5戦全勝のマッケンジー・ダーンがUFCデビュー。

## 試合結果

### アーリープレリム
第1試合 ライトヘビー級 5分3R
○  ジョーダン・ジョンソン vs.  アダム・ミルステッド ×
3R終了 判定2-1（29-28、27-30、29-28）
第2試合 バンタム級 5分3R
○  コーディー・スタマン vs.  ブライアン・キャラウェイ ×
3R終了 判定2-1（28-29、29-28、29-28）
第3試合 ウェルター級 5分3R
○  ザック・オットー vs.  マイク・パイル ×
1R 2:34 TKO（右フック→パウンド）

### プレリミナリーカード
第4試合 ミドル級 5分3R
○  CB・ダラウェイ vs.  ヘクター・ロンバード ×
1R終了時 失格（ブザー後のパンチ）
第5試合 バンタム級 5分3R
○  ジョン・ドッドソン vs.  ペドロ・ムニョス ×
3R終了 判定2-1（28-29、30-27、29-28）
第6試合 ライト級 5分3R
○  アレクサンダー・ヘルナンデス vs.  ベニール・ダリウシュ ×
1R 0:42 KO（左ストレート）
第7試合 女子ストロー級 5分3R
○  マッケンジー・ダーン vs.  アシュリー・ヨーダー ×
3R終了 判定2-1（28-29、29-28、29-28）

### メインカード
第8試合 女子バンタム級 5分3R
○  ケトレン・ヴィエラ vs.  キャット・ジンガノ ×
3R終了 判定2-1（28-29、29-28、29-28）
第9試合 ヘビー級 5分3R
○  アンドレイ・アルロフスキー vs.  ステファン・ストルーフェ ×
3R終了 判定3-0（29-28、29-28、30-27）
第10試合 バンタム級 5分3R
○  ショーン・オマリー vs.  アンドレ・スーカムタス ×
3R終了 判定3-0（29-27、29-27、29-28）
第11試合 フェザー級 5分3R
○  ブライアン・オルテガ vs.  フランク・エドガー ×
1R 4:44 KO（右アッパー→パウンド）
第12試合 UFC世界女子フェザー級タイトルマッチ 5分5R
○  クリスチャン・サイボーグ vs.  ヤナ・クニツカヤ ×
1R 3:25 TKO（右フック→パウンド）
※サイボーグが2度目の王座防衛に成功。

### 各賞
ファイト・オブ・ザ・ナイト： ショーン・オマリー vs. アンドレ・スーカムタス
パフォーマンス・オブ・ザ・ナイト： ブライアン・オルテガ、アレクサンダー・ヘルナンデス
各選手にはボーナスとして5万ドルが授与された。

### カード変更
負傷などによるカードの変更は以下の通り。